# 55221 Nancynoblitt
55221 Nancynoblitt este un asteroid din centura principală de asteroizi.

## Descriere
55221 Nancynoblitt este un asteroid din centura principală de asteroizi. A fost descoperit pe 11 septembrie 2001 la Terre Haute de Chris Wolfe. Asteroidul prezintă o orbită caracterizată de o semiaxă mare de 3,15 ua, o excentricitate de 0,27 și o înclinație de 20,4° în raport cu ecliptica.